# 于漢超
于 漢超（漢音読み：う かんちょう、簡体字：于汉超、繁体字：于漢超、拼音：Yú Hànchāo、Yu Hanchao、1987年2月25日 - ）は、中華人民共和国・遼寧省大連市出身のサッカー選手。中国サッカー・スーパーリーグ・上海申花所属。中国代表。ポジションはフォワード。

## 経歴

### 広州恒大
2014年6月10日、大連阿爾濱から広州恒大へ完全移籍した。移籍金は4800万元である。
2016年1月20日、広州恒大と契約を更新したことを発表した。
2020年4月15日、広州恒大は于漢超の解雇を発表した。愛車のナンバープレートの不正改造発覚を受けての懲戒措置によるもの。

## 代表歴

### 出場大会
- 中国代表
  - 2015年 - AFCアジアカップ2015 (ベスト8)

### 試合数
国際Aマッチ 59試合 9得点（2009年- ）
| 中国代表 | 国際Aマッチ | 国際Aマッチ |
| 年       | 出場        | 得点        |
| -------- | ----------- | ----------- |
| 2009     | 3           | 0           |
| 2010     | 5           | 2           |
| 2011     | 9           | 2           |
| 2012     | 4           | 0           |
| 2013     | 5           | 0           |
| 2014     | 9           | 2           |
| 2015     | 9           | 2           |
| 2016     | 2           | 0           |
| 2017     | 5           | 1           |
| 2018     | 7           | 0           |
| 2019     | 2           | 0           |
| 通算     | 59          | 9           |

### ゴール
| #  | 開催年月日     | 開催地                           | 対戦国       | スコア | 結果 | 試合概要                               |
| -- | -------------- | -------------------------------- | ------------ | ------ | ---- | -------------------------------------- |
| 1. | 2010年6月26日  | 昆明市、昆明拓東体育場           | タジキスタン | 2-0    | 4-0  | 親善試合                               |
| 2. | 2010年6月26日  | 昆明市、昆明拓東体育場           | タジキスタン | 4-0    | 4-0  | 親善試合                               |
| 3. | 2011年7月28日  | ヴィエンチャン, ラオス国立競技場 | ラオス       | 0-2    | 1-6  | 2014 FIFAワールドカップ・アジア2次予選 |
| 4. | 2011年7月28日  | ヴィエンチャン, ラオス国立競技場 | ラオス       | 1-5    | 1-6  | 2014 FIFAワールドカップ・アジア2次予選 |
| 5. | 2014年6月18日  | 瀋陽市、瀋陽五輪体育場           | 北マケドニア | 1-0    | 2-0  | 親善試合                               |
| 6. | 2014年9月4日   | 鞍山市、鞍山体育中心             | クウェート   | 2-1    | 3-1  | 親善試合                               |
| 7. | 2015年11月12日 | 長沙市、賀竜体育中心             | ブータン     | 5-0    | 12-0 | 2018 FIFAワールドカップ・アジア2次予選 |
| 8. | 2015年11月12日 | 長沙市、賀竜体育中心             | ブータン     | 10-0   | 12-0 | 2018 FIFAワールドカップ・アジア2次予選 |
| 9. | 2017年6月7日   | 広州市、天河体育中心体育場       | フィリピン   | 3-1    | 8-1  | 親善試合                               |

## タイトル

### クラブ
遼寧宏運
- 中国サッカー・甲級リーグ：1回 (2009)

広州恒大
- AFCチャンピオンズリーグ：1回 (2015)
- 中国サッカー・超級リーグ：5回 (2014, 2015, 2016, 2017, 2019)
- 中国サッカー・スーパーカップ：3回 (2016, 2017, 2018)
- 中国FAカップ：1回 (2016)

### 個人
- 中国サッカー・超級リーグ国内得点王：1回 (2011)